# Otto Wilhelm von Vacano
Otto Wilhelm von Vacano (Erstein, 5 maggio 1910 – Tubinga, 20 aprile 1997) è stato un archeologo ed etruscologo tedesco.

## Biografia
Studiò storia antica, filologia classica e archeologia classica a Vienna e a Colonia, e si laureò nel 1936 con Andreas Rumpf all'università di Colonia con una tesi sul tempio di Zeus a Olimpia.
Durante il periodo della Germania nazista, fu membro della Gioventù hitleriana, poi dell'Unione studentesca nazionalsocialista dal 1931; militò nel Sturmabteilung nel 1932 e nel Partito Nazionalsocialista Tedesco dei Lavoratori dal 1933. Dal 1934 fu a capo dell'unità principale per la formazione del personale del Reichsjugendführung, e dal 1939 al 1943 docente presso la scuola Adolf Hitler a Sonthofen. Vacano era un membro dell'Einsatzstab Reichsleiter Rosenberg, che sistematicamente confiscava i tesori culturali nelle aree della Wehrmacht.
Dal 1961 al 1975 fu il curatore della raccolta archeologica dell'Istituto di archeologia classica dell'università di Tubinga. Specializzatosi nello studio della storia e cultura degli Etruschi, fu uno dei principali etruscologi tedeschi del XX secolo.

## Opere (parziale)
- Sparta. Der Lebenskampf einer nordischen Herrenschicht (1940)
- Im Zeichen der Sphinx. Griechenland im VII. Jahrhundert (1952)
- Die Etrusker. Werden und geistige Welt (1955)
- Die Etrusker in der Welt der Antike (1957)
- Der Talamonaccio. Alte und neue Probleme (1988)